# Castello di Wégimont
Il castello di Wégimont (Château de Wégimont) è un castello del comune di Soumagne, nella provincia di Liegi, in Belgio. Durante il Terzo Reich venne usato come reparto natalità del Progetto Lebensborn, detto anche Progetto "Sorgente di Vita".